# Kleny v Kostelní Bříze

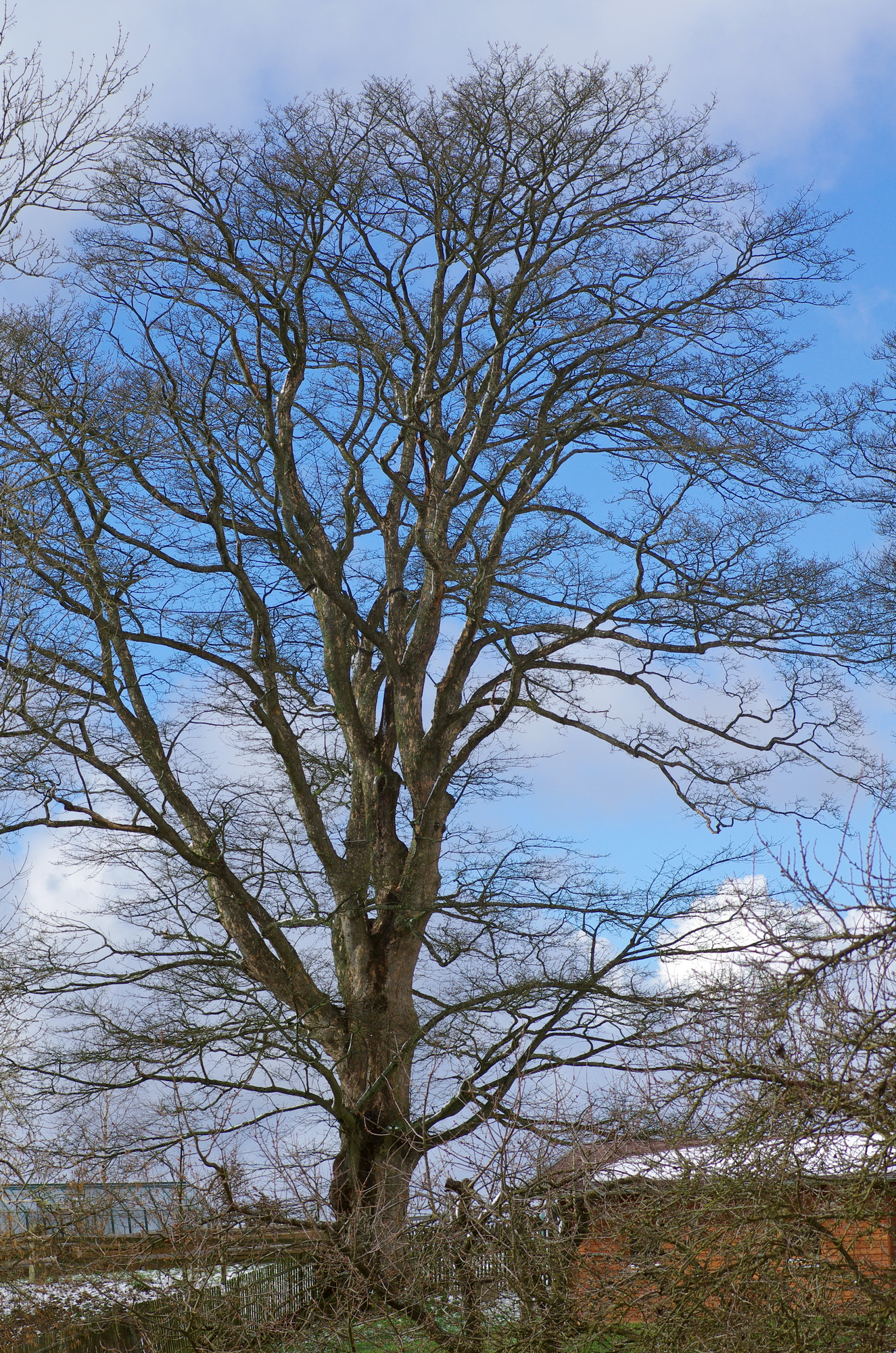
Větší z klenů v dubnu 2015

Kleny v Kostelní Bříze jsou památné stromy v Kostelní Bříze, jihozápadně od města Březová v Karlovarském kraji v severozápadní části CHKO Slavkovský les.
Dva javory kleny (Acer pseudoplatanus) stojí v oplocené zahradě ve svahu na severozápadním okraji obce Kostelní Bříza v nadmořské výšce 605 m. Větší z klenů má obrovské kořenové náběhy a hluboce rozbrázděný dutý kmen, na který nasedá bohatá paprsčitá koruna. Menší z klenů je rovněž dutý a korunu utvářejí do lyrovitého tvaru tři silné kosterní větve.
Oba kleny jsou chráněny od roku 1984 jako krajinná dominanta.

## Stromy v okolí
- Lípa u kostela (Kostelní Bříza)
- Lípa v Kostelní Bříze (přehlášená na Lípy v Kostelní Bříze)
- Lípy u Vondrů (přehlášené na Lípy v Kostelní Bříze)
- Sekvoj v Kostelní Bříze (zaniklá)
- Javory v Arnoltově
- Lípa v Arnoltově
- Bambasův dub
- Pastýřský buk